# Estany de Contraix
L'Estany de Contraix és un llac que es troba en el terme municipal de la Vall de Boí, a la comarca de l'Alta Ribagorça, i dins del Parc Nacional d'Aigüestortes i Estany de Sant Maurici.

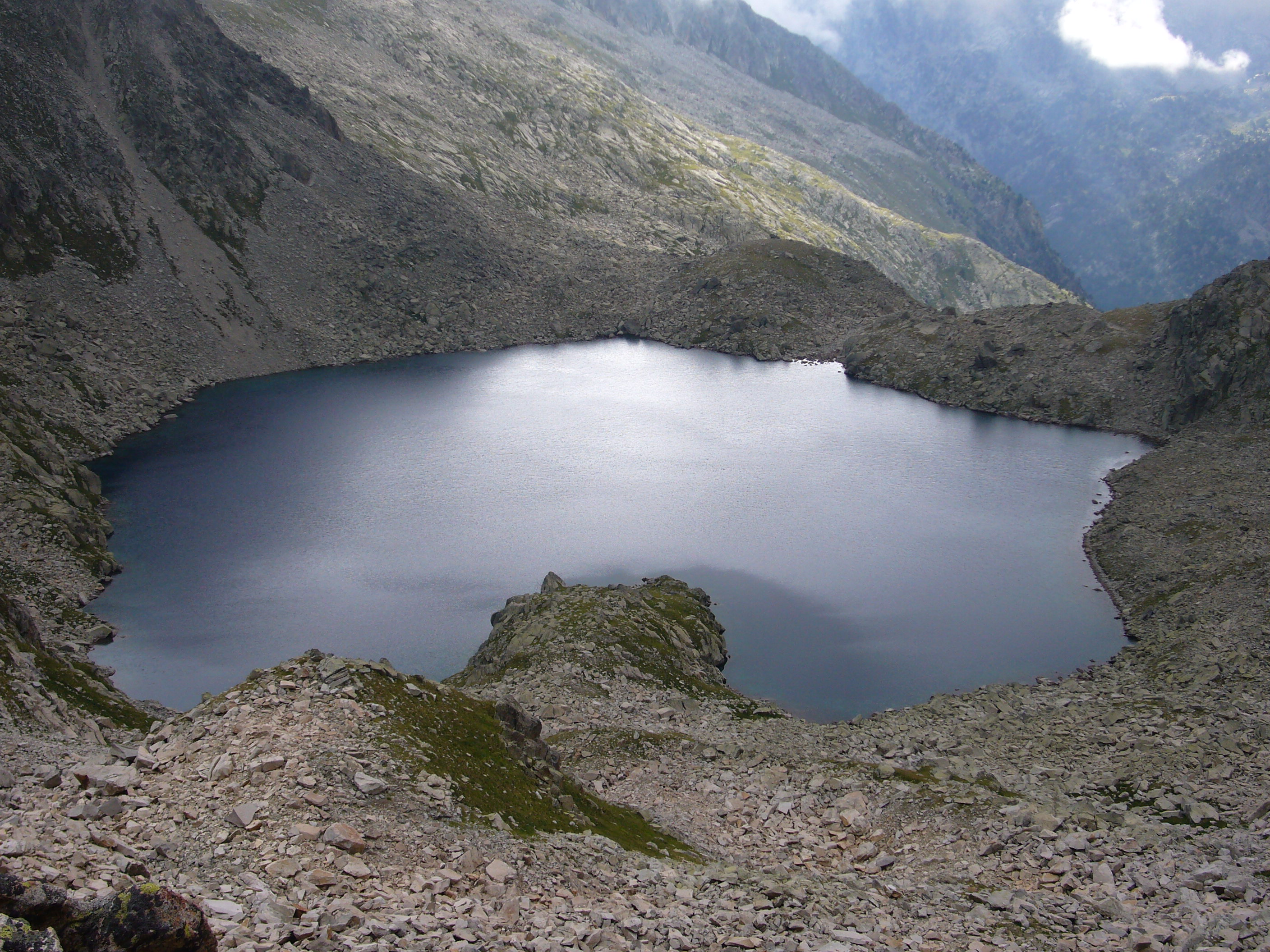
Estany de Contraix vist des del Collet de Contraix

El llac, d'origen glacial, està situat a 2.573 metres d'altitud, a la part alta de la Vall de Contraix. Té una superfície de 9'92 hectàrees i 60 metres de fondària màxima. Drena cap al Barranc de Contraix (SE).

## Rutes[3]
Remuntant per la Vall de Contraix; resseguint el camí que porta al Collet de Contraix, als peus del qual es troba.